# 国家記録院
国家記録院（こっかきろくいん、National Archives of Korea）は行政安全部所属の記録関連主要政策の樹立、重要記録物の体系的収集・保存と、多様な記録情報サービスを提供している大韓民国の重要記録物管理機関。

## 沿革
- 1962年5月 - 内閣事務処総務課撮影室開設。
- 1969年8月23日 - 総務処所属下に政府記録保存所を設置。
- 1984年11月1日 - 釜山支所を設置。
- 1998年2月28日 - 行政自治部に所属変更。
- 1998年7月22日 - 政府大田庁舎に本所を移転。ソウル事務所を設置。
- 1999年1月29日 -「公共機関の記録物管理に関する法律」制定。
- 2004年5月24日 - 政府記録保存所から国家記録院に改称。それに伴い釜山支所も釜山支院に改称。
- 2005年5月9日 - 下部組織を4課から6チームに改編。釜山支院を釜山記録情報センターに、ソウル事務所をソウル記録情報センターに改称。
- 2006年10月4日 -「公共記録物管理に関する法律」全面改正（法律名変更）
- 2006年12月12日 - 下部組織を6チームから3部・13チーム・1センターに改編。釜山記録情報センターを釜山支院に改称。
- 2007年4月27日 - 「大統領記録物管理に関する法律」制定。
- 2007年7月1日 - ソウル支院を設置。
- 2007年11月30日 - 大統領記録管理チームを大統領記録館に改編し、所属機関とする。ソウル支院をナラ記録館、釜山支院を歴史記録館に改称。
- 2008年2月29日 - 行政安全部に所属変更。
- 2008年5月14日 - 下部組織を3部・12チーム・1アカデミー・1センターから3部・12課に改編。

## 組織
- 院長
  - 記録政策部
    - 行政支援課
    - 政策企画課
    - 標準協力課
    - 記録管理教育課

  - 記録管理部
    - 社会記録管理課
    - 経済記録管理課
    - 特殊記録管理課
    - 保存管理課
    - 保存復元研究課

  - 記録情報サービス部
    - 記録編纂文化課
    - 公開サービス課
    - 記録情報化課

### 所属機関
- 大統領記録館

大統領記録物の管理に関する事務を管掌する。
- 国家記録院ナラ記録館
- 国家記録院歴史記録館
- ソウル記録情報センター

## 関連事項
- 国立公文書館
- アメリカ国立公文書記録管理局